# Зиновій Біртман
Зиновій Біртман - музична містифікація, що з'явилася в 2014 (перші відео на Youtube-каналі з'явилися в цей час) році і стала основою для групи «Біртман»: вигаданий радянський автор-виконавець.

## Біографія
Згідно з легендою, Зіновій Аркадійович Біртман народився 12 листопада 1934 року в родині працівника НКВС Аркадія Леонідовича Біртмана і викладача жіночої гімназії Ніни Йосипівни Струцовської. Після війни і розлучення батьків залишився в Тюмені з матір'ю. Самостійно опанував гру на семиструнній гітарі. Перші свої пісні склав ще будучи школярем. У 1948 році після перегляду художнього фільму «Алмази» вирішив пов'язати свою долю з геологією. Численні експедиції, поїздки по СРСР, дозволили йому зібрати величезний багаж вражень. Був двічі одружений, є син Дмитро. У 1979 році записав альбом «Сліди від компоту» разом з місцевими музикантами ВІА «Добрий Вечір». Залишив також кілька оповідань. Помер 13 лютого 1981 року за трагічних обставин в одному з районів Тюмені.

## Історія містифікації
Історію Біртмана - «тюменського Аркадія Сєвєрного » - вперше оприлюднено у лютому 2015 року сайт Colta.ru, стверджуючи, що лише в 2015 році завершилася багаторічна робота по відновленню і перезапису біртманового альбому, і він був перевипущений . Одна з пісень альбому, «Запросіть негра танцювати», була використана в спектаклі «Суд над тунеядцем Бродським» режисера Дениса Шибаєва, поставленому в Санкт-Петербурзі до 75-річчя від дня народження Йосипа Бродського  . Повідомляється також про зйомки документального фільму «Мій Біртман» за участю артиста Михайла Разумовського  .
Музичний критик Олексій Мажаєв зазначає, що містифікаційна природа біртманових пісень демонстративна: в них, зокрема, використовуються такі слова, як «Селфі » і « лайк », до появи яких в 1979 році залишалося ще понад чверть століття. Проте, на думку Мажаєва, пісні Біртмана не тільки дотепно травестуют шаблони блатного шансону, а й елегантно обіграють ряд інших музичних стереотипів радянської популярної музики 1970-х років  .
У листопаді 2016 року вийшов кліп на пісню «Людина-лайно» за участю спортивного коментатора і журналіста Василя Уткіна  .
Надалі співак і автор пісень Дмитро Наумов заснував групу «Біртман»  .